# Giovanni VI di Costantinopoli
Giovanni VI (in greco Ιωάννης ΣΤ΄?; VII secolo – 715) è stato un arcivescovo bizantino, patriarca ecumenico di Costantinopoli dal 712 al 715.

## Biografia
Giovanni venne eletto patriarca dall'imperatore bizantino Filippico Bardane, per via della sua credenza nella dottrina monotelista, durante il periodo dell'anarchia dei vent'anni. Questa divergenza dottrinale portò ad una temporale rottura delle relazioni con il papato, rottura che venne ricucita dall'imperatore Anastasio II che depose e rimpiazzò Giovanni VI nel 715.
Giovanni VI morì nello stesso anno della sua deposizione, in un giorno tra luglio o agosto.